# Strømmen Storsenter

Strømmen Storsenter är ett av Norges största köpcentrum. Det ligger i Strømmen utanför Oslo och har 201 butiker.